# 陳邦彥 (清朝)
陳邦彥（1678年—1752年），字世南，一作思南，號匏廬、匏廬道人，又號春暉，晚自稱春暉老人。浙江海寧縣人。清朝政治人物。

## 生平
生於康熙十七年（1678年），少失雙親，由伯父陳元龍撫養。
康熙四十一年壬午（1702年）科舉人，四十二年（1703年）癸未科進士。選庶吉士，散館授編修。入直南書房，升侍講，康熙四十九年編《淵鑑類函》、《佩文韻府》，康熙五十二年《御選唐詩》校勘兼繕寫官。康熙五十三年四月以侍講充日講起居注官。康熙五十五年修《御定月令輯要》，六十一年《分類錦字》之校勘官。
雍正時因「錢名世名教罪人案」革職，乾隆九年以侍讀學士充日講起居注官。
官至禮部侍郎。工小楷，深得董其昌筆意，常奉命校讀御制碑版文，有《春暉堂書課》傳世。
卒於乾隆十七年（1752年）。